# 佐伯悠
佐伯 悠（さえき ゆう、1985年3月30日 - ）は、日本の元ラグビー選手。現在ジャパンラグビーリーグワン釜石シーウェイブスRFCのボランティアスタッフを務めている。

## プロフィール
- 神奈川県出身
- 身長183cm、体重93kg
- ポジションはフランカー(FL)。

## 略歴
2003年、東農大一高校卒業後、関東学院大学に入り、大学選手権2回の優勝に貢献した。
2007年、関東学院大学卒業後、釜石シーウェイブスに加入する。同年10月14日に行われたトップイーストリーグ11第5節のNTTコミュニケーションズシャイニングアークス戦で途中出場ながら公式戦初出場を果たした。
2011年から2013年までチームの主将を務め、2014年、チームの選手会長に就任し、チームのトップチャレンジ出場とトップリーグ入替戦出場に貢献した。
2015年、チームのコーチ兼任選手になった。
2019年、現役を引退した。